# Graphania aberrans
Graphania aberrans là một loài bướm đêm trong họ Noctuidae.